# République de Bruxelles
 (juillet 2023).

Conseil des troubles du duc d'Albe (1567)

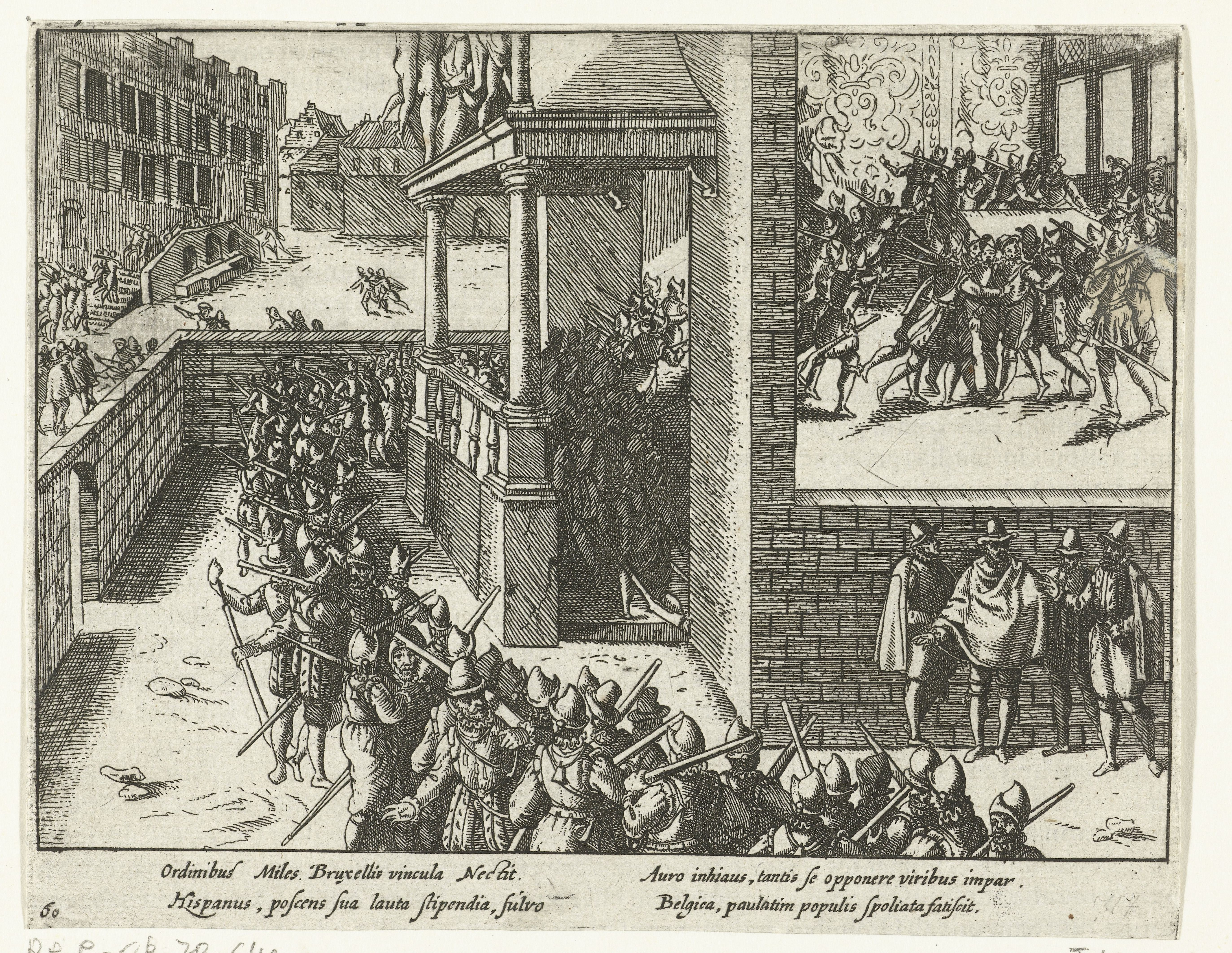
Emprisonnement des membres du Conseil d'État, 1576

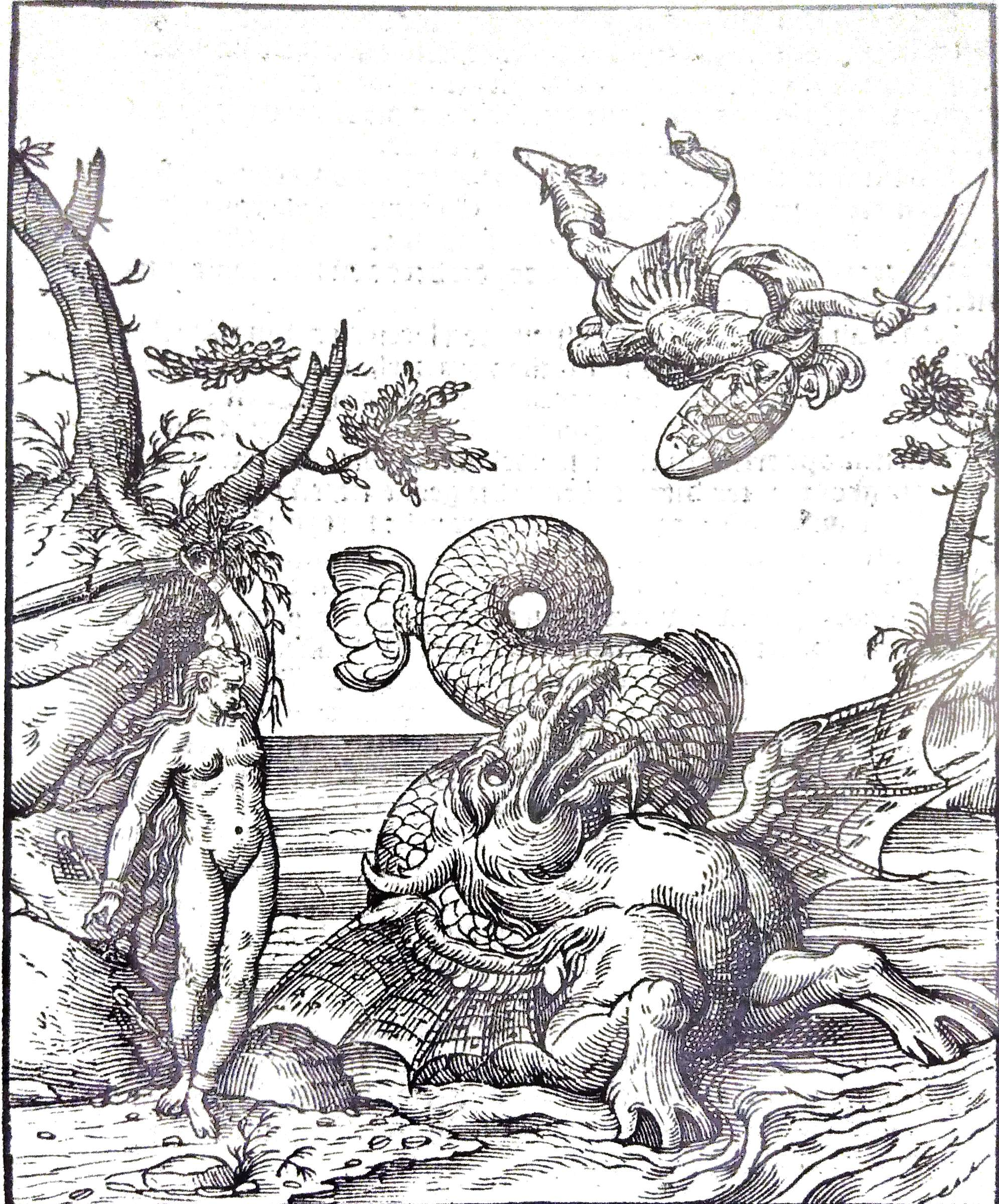
Entrée triomphale de Guillaume d'Orange à Bruxelles

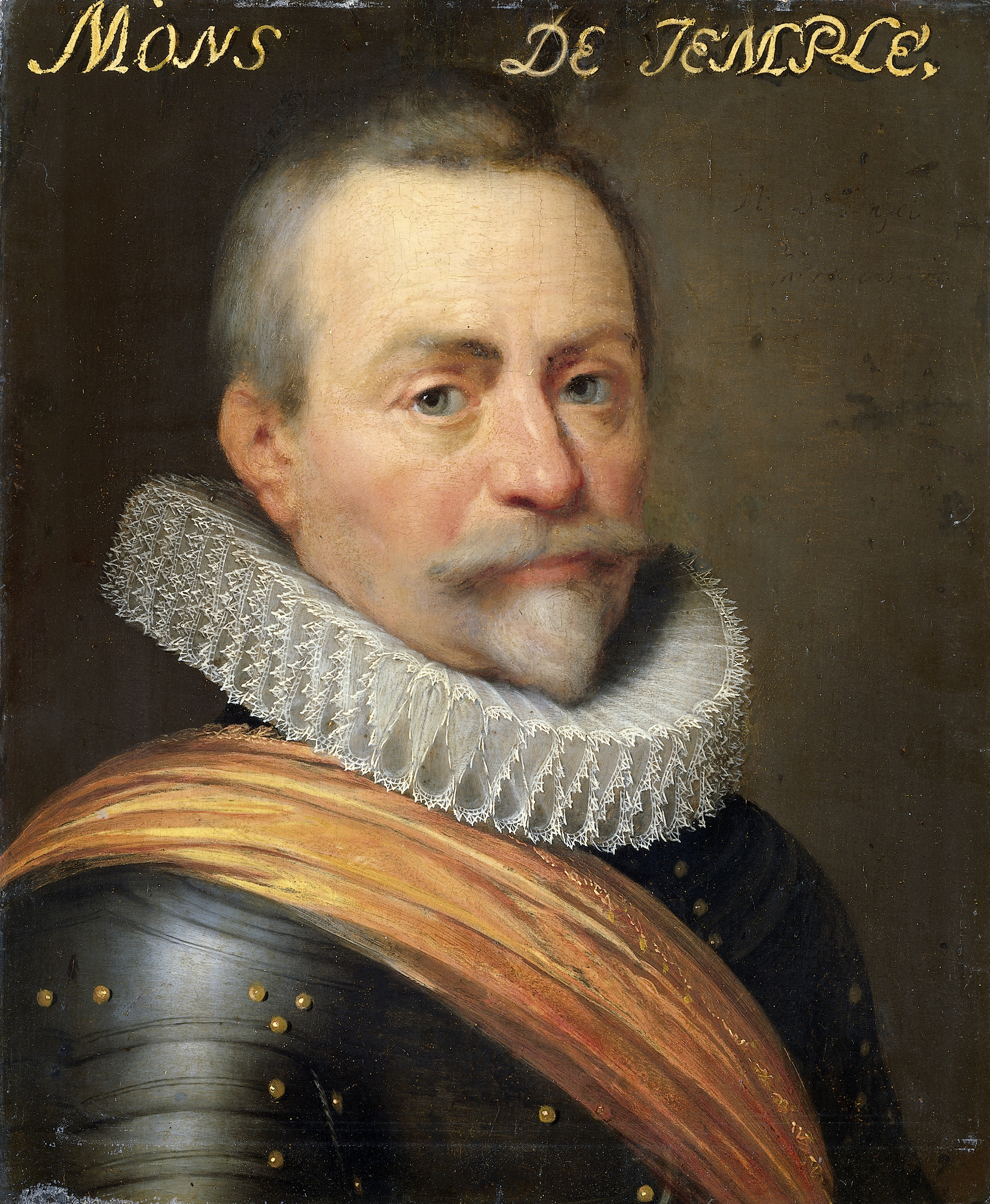
Olivier van den Tympel, le gouverneur calviniste de Bruxelles (1579-1585)

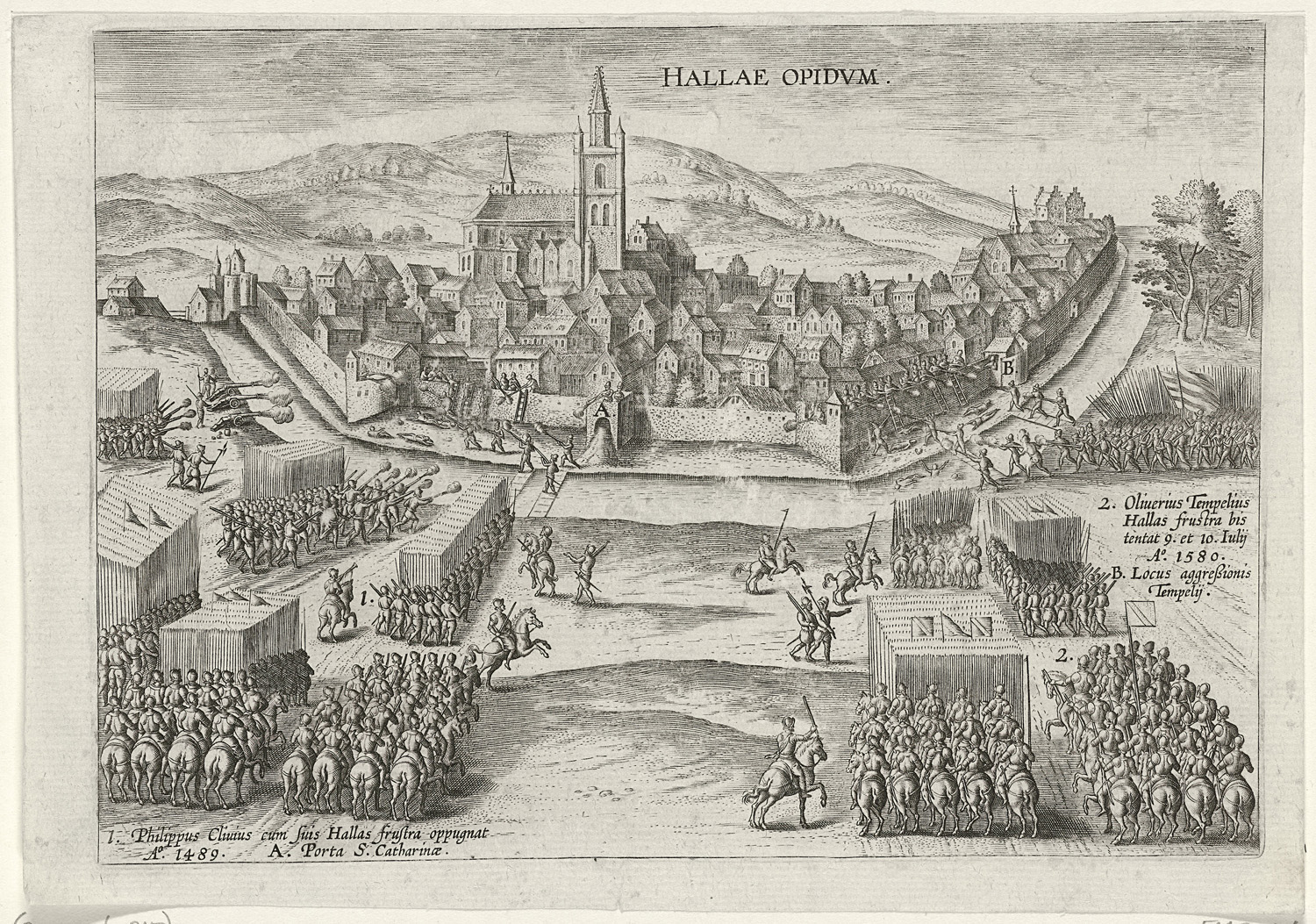
L'assaut manqué sur la ville de Hal (juillet 1580)

La formule république de Bruxelles désigne la période durant laquelle, au cours de l'insurrection des Pays-Bas (les « Dix-Sept Provinces ») contre Philippe II, Bruxelles est gouvernée par les insurgés à la suite du renversement le 4 septembre 1576 du Conseil d'État des Pays-Bas, organe légal du gouvernement en l'absence d'un gouverneur général depuis la mort de Luis de Requesens en mars 1576.
Ce coup d'État a une conséquence pour l'ensemble des Pays-Bas, notamment la convocation des États généraux, qui prennent la place du Conseil d'État à la tête du pays. À la suite du sac d'Anvers (4 novembre 1576), ils rassemblent toutes les provinces dans la pacification de Gand, puis entrent en négociation avec le nouveau gouverneur, Juan d'Autriche, qui n'est autorisé à entrer à Bruxelles qu'en mars 1577, mais préfère dès le mois de mai se réfugier à Namur. Le 24 septembre 1577, c'est le chef de l'insurrection, le prince Guillaume d'Orange, venu de Delft, qui fait son entrée à Bruxelles.
Sur le plan local, les insurgés établissent la « république de Bruxelles », mais contrairement à la république de Gand, elle n'est pas déclarée souveraine. Ensuite, la révolte se radicalise progressivement et les calvinistes d'Olivier van den Tympel parviennent à prendre le contrôle des institutions municipales.
En janvier 1579, Bruxelles adhère à l'union d'Utrecht et signe en juillet 1581 l'acte de La Haye, par lequel Philippe II est déclaré déchu de tous ses droits aux Pays-Bas, point de départ de la sécession des Provinces-Unies.
Mais dans les années 1583-1585, le successeur de Juan d'Autriche, Alexandre Farnèse, lance à partir des provinces loyalistes de l'union d'Arras la reconquête de la Flandre et du Brabant. Bruxelles tombe le 10 mars 1585 après un siège de plus de six mois. En août 1585, c'est le tour d'Anvers, dernière grande victoire des armées du roi d'Espagne avant la reprise d'Ostende en 1604.

## Contexte

### L'insurrection contre Philippe II jusqu'à la mort de Luis de Requesens (mars 1576)
En 1566, Bruxelles est le berceau de la révolte des Gueux. Après des décennies de persécution des hérétiques, une partie de la noblesse (surtout la petite noblesse) décide d'agir. Ils concluent le Compromis des nobles et le 5 avril 1566 remettent leur pétition (nl) à la régente Marguerite. Ils y réclament, entre autres, l'abolition de l'Inquisition, mais ils échouent et sont traités de « gueux ». En juin, les premiers « prédicateurs des haies (nl) » sont apparus autour du Zennestad et en août, la fureur iconoclaste a éclaté en Flandre occidentale. Les autorités espagnoles intensifient la répression et envoient le duc d'Albe aux Pays-Bas. Il se présente aux portes de Bruxelles le 22 août 1567 avec une armée de 12 000 hommes. Guillaume d'Orange et de nombreux protestants ont quitté la ville peu de temps auparavant. Les intentions musclées du duc d'Albe conduisent Marguerite à démissionner. Le 30 août, elle quitte la ville et la voie est libre pour le nouveau gouverneur.
Le duc d'Albe institue le Conseil des troubles (première séance le 30 septembre 1567) et ordonne des dizaines de décapitations. Même les bâtiments n'échappent pas à son ire : l'Hôtel de Culembourg, où s'est déroulé le Compromis des Nobles, a été démoli et le sol saupoudré de sel. Le Palais de Nassau est confisqué. Pour financer la répression de la rébellion, le duc d'Albe introduit une réforme fiscale qui met fin aux beden (nl). Son dixième denier (nl) en particulier provoque un nouveau tumulte dans la ville. De nombreuses entreprises de la classe moyenne ferment leurs portes. Les succès initiaux des Gueux et l'opposition catholique à son remaniement des diocèses rendent la position du gouverneur intenable. Il donne sa démission « pour des raisons de santé » et retourne en Espagne en décembre 1573.
Son successeur, Luis de Requesens, meurt en mars 1576 et n'est pas remplacé immédiatement.

### Les Pays-Bas sous le gouvernement du Conseil d'État
Le pouvoir échoit donc au Conseil d'État.
La situation devient rapidement difficile. Notamment, les troupes du roi d'Espagne ne sont plus soldées et suscitent des problèmes en certains endroits.

### L'attaque de Bruxelles par des soldats mutinés (juillet 1576)
Le 21 juillet 1576, 1 600 soldats mutinés déferlent vers Bruxelles. La ville s'étant armée, les mutins se contentent de piller les environs : Asse, l'abbaye d'Affligem, Alost, Denderleeuw, Liedekerke.
Les États de Brabant lèvent une armée de 2 600 hommes commandée par Guillaume de Hornes (nl). Le régiment de Jacques de Glymes (nl) est cantonné à Bruxelles.
La population se retourne contre les Espagnols dans la ville. Le baron de Hornes usurpe l'autorité militaire de Mansfeld.

## Bruxelles aux mains des opposants

### Le renversement du Conseil d'État (4 septembre) et la convocation des États généraux
Le 4 septembre, les membres du Conseil d'État sont arrêtés (nl). Le régiment de Glymes et une milice municipale commandée par Henri de Bloeyere (nl) font irruption dans le palais du Coudenberg, où le Conseil est réuni en session.
Les membres présents, Mansfeld, Charles de Berlaymont, Arnoud Sasbout (nl), Christophe d'Assonleville (nl), Jean-Baptiste Berthy (nl) et Urban von Scharenberg (nl), sont incarcérés dans la Maison du Roi. Sont également emprisonnés Louis del Rio et certains membres du Conseil privé (Fonck, Boisschot et Tassis).
Le 8 septembre, les États du duché de Brabant convoquent les États généraux, ce qu'ils n'ont pas le droit de faire en temps normal. Même si les déclarations officielles manifestent toujours une allégeance au souverain et à la religion catholique, il devient clair qu'une révolution est en cours, plutôt favorable au parti du prince d'Orange.

### Novembre 1576: arrivée de don Juan à Luxembourg, sac d'Anvers et pacification de Gand
Le mois de novembre est marqué par trois événements majeurs :
- l'arrivée du nouveau gouverneur général, Juan d'Autriche (demi-frère de Philippe II) à Luxembourg[6], mais avec une escorte réduite d'une dizaine de personnes ;
- le sac d'Anvers (4-7 novembre) par des soldats mutinés ;
- la pacification de Gand (8 novembre), acte par lequel toutes les provinces se rassemblent derrière les États généraux pour faire face à l'insécurité.

### Relations avec Juan d'Autriche (novembre 1576-juillet 1577)
Don Juan, qui n'a pas les moyens de s'imposer par la force, doit négocier avec les États généraux son éventuelle entrée à Bruxelles. Ces négociations ont lieu à Marche-en-Famenne, entre Luxembourg et Namur, où don Juan s'est installé.
Il doit accepter la pacification de Gand, et un peu plus tard, la première union de Bruxelles (9 janvier 1577). Le 12 février, il promulgue l'édit perpétuel (ou traité de Marche-en-Famenne), qui lui permet d'être enfin reconnu comme gouverneur général des Pays-Bas. Il fait une entrée à Namur, puis, le 1er mai, à Bruxelles.
Mais il ne s'y sent pas en sécurité et dès le mois de juillet, il s'empare de la citadelle de Namur et s'y installe à l'abri des autorités de Bruxelles, perdant tout crédit.

### La nouvelle municipalité bruxelloise (juillet 1577)
Le retournement de don Juan entraîne un changement dans la municipalité de Bruxelles.
Un comité de 26 membres est constitué aux côtés du Magistrat de Bruxelles pour organiser la fortification et la défense de la ville. Parce que les 18 représentants des nations de métier dominaient le corps, on l'appela le Comité des XVIII. Les membres sont catholiques, mais ont soutenu la révolte et Guillaume d'Orange. Sa nomination en tant que ruwaard s'est produite sous leur impulsion.
Le nouveau conseil municipal marque une rupture avec le précédent en faisant repeindre le portrait de groupe de la Loi[pas clair] dans la salle du conseil (1577).

### Guillaume d'Orange à Bruxelles (septembre 1577-janvier 1578)
Cela permet à Guillaume d'Orange de faire une entrée triomphale dans la capitale le 24 septembre, aux côtés de l'archiduc Matthias, un Habsbourg d'Autriche, choisi pour devenir gouverneur des Pays-Bas au nom des États généraux, mais qui est éclipsé par le stathouder de Hollande, salué comme un libérateur.
Le 22 octobre, les États de Brabant déclarent Guillaume ruwaard (nl) du duché.
Calviniste modéré, Guillaume d'Orange laisse sa marque avec la deuxième union de Bruxelles, qui établit la tolérance entre les religions catholique et protestante (10 décembre). Il estime en effet qu'il ne faut pas pousser les catholiques modérés à la rupture par des mesures religieuses inconsidérées.

### L'année 1578: le redressement du camp de Philippe II
En janvier 1578, Matthias et Guillaume prêtent serment, respectivement comme gouverneur général et comme lieutenant général des Pays-Bas, ce qui signifie que don Juan est officiellement déchu chez les insurgés.
Mais la situation géopolitique vient de changer : en décembre, don Juan a reçu à Namur des renforts espagnols sous le commandement d'Alexandre Farnèse. Le 31 janvier 1578, ils remportent une victoire sur l'armée des États généraux à Gembloux.
Cette défaite suscite dans les comtés de Hainaut et d'Artois le mouvement des Malcontents, qui se retourne contre les protestants et pille la campagne du Brabant. Les réunions des États généraux sont transférées de Bruxelles à Anvers pour des raisons de sécurité.
Don Juan subit cependant un revers militaire en août 1578 à la bataille de Rijmenaam.

## La période de l'union d'Utrecht et des Provinces-Unies (janvier 1579-mars 1585)

### Adhésion de Bruxelles à l'union d'Utrecht
Lorsque les Pays-Bas se désagrègent en janvier 1579, Bruxelles opte pour l'union d'Utrecht (l'adhésion se fait avant juillet 1579).

### Installation de l'armée de Guillaume d'Orange
Les attaques de Philippe d'Egmont et des troupes espagnoles venues de Louvain en juin 1579 sont repoussées.
Un colonel de l'armée de Guillaume d'Orange, le calviniste Olivier van den Tympel, devient gouverneur militaire de Bruxelles et dirige le Conseil de guerre créé en juillet 1579, qui exerce bientôt une influence politique.
Après l'arrivée des auxiliaires écossais, une crise de furie iconoclaste éclate au cours de laquelle le sanctuaire de sainte Gudule est détruit. Le palais Granvelle est pillé, ainsi que les palais de Mansfelt et d'Aarschot.

### Prise de contrôle des calvinistes sur la municipalité (1580)
Lors du renouvellement de 1580, les calvinistes entrent dans la magistrature de la ville, et les neuf nations sont également purgées. Les protestants ont droit à l'aide aux pauvres et leurs pasteurs reçoivent une allocation de la ville.
Le 1er mai, toute expression publique du catholicisme est interdite. Les prêtres catholiques et les moines sont expulsés de la ville. Les abbayes de Forest, Dielegem et Grimbergen sont pillées et le butin vendu en public à Bruxelles (avril 1580). Un peu plus tard, les monastères de Bruxelles subissent le même sort.

### Tentatives d'expansion hors de Bruxelles
La Bruxelles calviniste combat hors de ses murs. Van den Tympel relève Willebroek et tente de s'emparer des petites villes de la région. Il réussit à Nivelles (25 janvier 1580), Malines (Furie anglaise, 9 avril) et Diest (8 juin), mais d'autres villes réussissent à le repousser (Hal (nl), 9-10 juillet 1580 ; Louvain, 1582).
Cette escalade est scellée par l'Acte de La Haye (26 juillet 1581), rupture officielle des insurgés avec Philippe de Habsbourg, qui cesse d'être reconnu comme le détenteur de ses différents fiefs des Pays-Bas. En février 1582, le duc François d'Anjou, frère du roi de France Henri III, est couronné duc de Brabant à Anvers, devenant ainsi pour les insurgés le seul souverain des Pays-Bas.

### Reconquêtes d'Alexandre Farnèse (1583-1584)
En 1583, le duché de Brabant est menacé par l'avancée des troupes d'Alexandre Farnèse, devenu gouverneur général à la mort de don Juan (octobre 1578), à travers le comté de Flandre. Le 22 juillet 1583, Guillaume d'Orange quitte Anvers.
Le 20 mai 1584, Bruges et le Franc de Bruges se réconcilient avec le gouverneur. Des petites villes voisines sont également tombées aux mains des Espagnols.[Où ?]
Pendant ce temps, le calvinisme bruxellois devient de plus en plus radical et s'aliène certains des insurgés.

### Siège et reddition de Bruxelles (1584-1585)
En septembre 1584, Farnèse parvient à établir le siège devant Bruxelles. Olivier van den Tympel fait sa reddition le 10 mars 1585.
Les protestants ont le choix de quitter la ville ou de revenir à la foi catholique. Beaucoup choisissent la première option et partent vers les provinces du nord tenues par Guillaume. Parmi eux figure le prédicateur Petrus Plancius, un des fondateurs de la Compagnie des Indes orientales d'Amsterdam en 1602.

## Suites
Après la prise d'Anvers en août 1585, les troupes d'Alexandre Farnèse cessent de progresser. Le nord du Brabant (Bois-le-Duc, Bréda) reste sous la domination de l'union d'Utrecht, désormais les Provinces-Unies, réduites au nombre de sept. Quelques années plus tard, elles deviennent la république des sept Provinces-Unies des Pays-Bas, reconnue officiellement par le roi d'Espagne Philippe IV, petit-fils de Philippe II, par le traité de Münster de janvier 1648, qui met un terme à la guerre de Quatre-Vingts Ans (1568-1648).
Les autres provinces reviennent sous la domination du roi d'Espagne, formant ce qu'on appelle les Pays-Bas espagnols (bien que les différentes provinces soient toujours formellement des fiefs du Saint-Empire), dont Bruxelles reste la capitale.
Le catholicisme est restauré selon les normes en vigueur en Espagne ; en particulier, l'Inquisition est rétablie (un des sujets de conflit au début du règne de Philippe II). L'inhumation vivante d'Anna Utenhoven (nl) est la dernière exécution protestante à avoir lieu (19 juillet 1597).[pas clair]